# Роналдс Кенињш
Роналдс Кенињш (лет. Ronalds Ķēniņš — Рига, 28. фебруар 1991) професионални је летонски хокејаш на леду који игра на позицијама левокрилног нападача.
Члан је сениорске репрезентације Летоније за коју је на међународној сцени дебитовао на светском првенству 2011. године. Био је члан олимпијског тима Летоније на ЗОИ 2014. у Сочију. 
Каријеру је још као јуниор започео у Швајцарској где је касније као седамнаестогодишњак дебитовао и у сениорској конкуренцији. Са екипом Цирих лајонса освојио је две титуле националног првака Швајцарске (у сезонама 2011/12. и 2013/14). Иако није учествовао на улазном драфту НХЛ лиге, две сезоне је играо у Северној Америци, у дресу Ванкувер канакса у НХЛ лиги, односно у њиховој филијали Јутика кометсима у АХЛ лиги (у периоду од 2014. до 2016. године). 